# مجسم أرضي

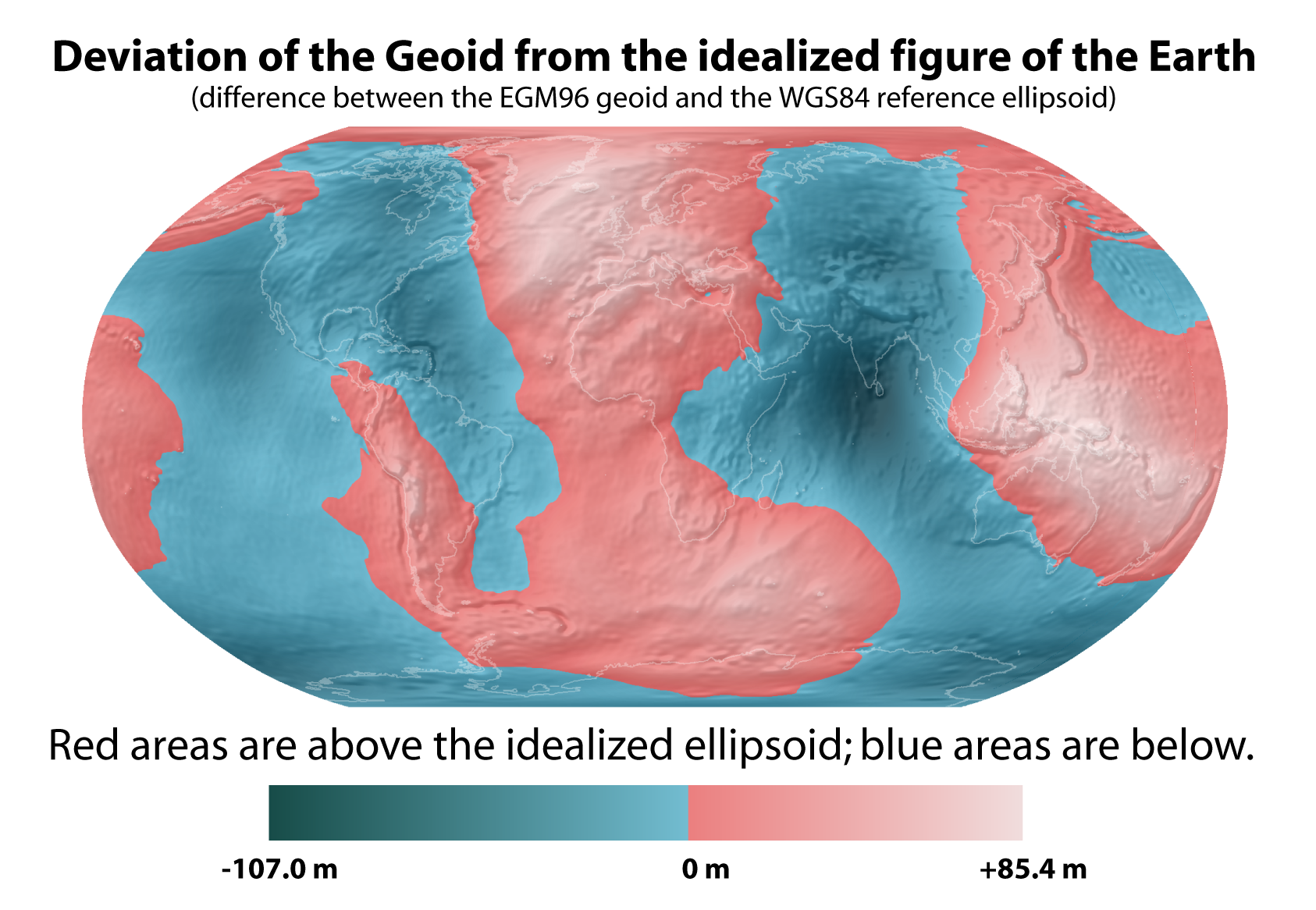
خريطة لتموجات الجيود, بالمتر (أعتماداً على نموذج الثقالة EGM96 والمجسم الإهليلجي المرجعي نظام المساحة العالمي 1984).

المجسم الأرضي أو هيئة الأرض المائية (بالإنجليزية: Geoid)‏ هو ذلك السطح المتساوي الكمون على الأرض الذي يتوافق بالضبط مع سطح المحيطات . لأن سطح المحيطات يكون في حالة توازن ويتمدد بين القارات (مثل تمدد الماء في القنوات المائية). وطبقاً لأقوال غاوس، الذي هو أول من شرح هذه الظاهرة، فأن الجيود عبارة عن "شكل رياضياتي للأرض"، وهي ظاهرة سلسة وهي أيضاً سطح غير منتظم بشكل كبير ولا يتقاطع مع السطح الحقيقي لقشرة الأرض، بل يتقاطع مع السطح الذي يمكن أن يُعرف فقط من خلال الحسابات والقياسات الثقالية الواسعة النطاق. بالرغم من أنه لم يكن هناك تفريق بين المصطلحين الجيوديسيا والجيوفيزياء في المئتين السنة الماضية، إلا أنه قد تم التفريق بينها في العقود الأخيرة، وكان ذلك نتيجة لأعمال العلماء مثل بيتر فانيتشيك (بالتشيكية: Petr Vaníček)‏ وأعمال الآخرين. توصف عادةً بالشكل الفيزيائي الحقيقي للأرض، على نقيض الشكل الهندسي المثالي للسكح الناقصي المرجعي (بالإنجليزية: Reference ellipsoid)‏.

## الوصف

1. المحيط
2. المجسم الإهليجي
3. الراسيا المحلية
4. القارة
5. جيود

إن سطح الجيود غير منتظم . وعلى خلاف المجسم الإهليلجي المرجعي فإنه في الغالب ما تستخدم لتقريب الشكل الفيزيائي للأرض, بل أنه أكثر سلاسة من السطح الفيزيائي للأرض. إلا أن ارتفاع تضاريس الأرض قد تجاوز +8,000 م (جبل إفرست) وأعماق المحيط −11,000 م (خندق ماريانا) Mariana Trench . إذاً فمجموع التباين في الجيود هو أقل من 200 م (-106 إلى +85 م) مقارنةً بالقطع الناقص الرياضياتي التام.
بالنسبة لمستوى البحر, فلو تموجت بواسطة الأمواج والأحوال الجوية, فأنها ستحمل سطحاً مساوياً للجيود. ولو تم إمرار سلسلة من الأنفاق والقنوات الضيقة من خلال الكتل اليابسة القارية, فإن مستوى البحر في هذه القنوات ستتزامن أيضاً مع الجيود. في الواقع ليس لدى الجيود معنى فيزيائي تحت القارات, لكن بإمكان الجيوديسيين استمداد مرتفعات النقاط القارية اعتماداً على التخيلات, والتعريف بشكل فيزيائي، والسطح بتقنية تسمى تحديد مستوى النشاط spirit leveling.
و لكون سطح سوية الكمون, فيعرف الجيود على أنه سطح له قوة جاذبية عمودية في كل مكان. هذا يعني لو تم السفر بواسطة السفينة, فإن واحداً لا يشعر بتموجات الجيود; الرأسية المحلية هي دائماً عمودية بالنسبة للجيود وعنصر التماس الأفقي المحلي الخاصة بها. وبالمثل، تكون المستويات الروحية موازية دائماً للجيود.
لاحظ بأن مستقبلي نظام التموضع العالمي -جي بي إس- في السفينة، في أثناء الرحلة الطويلة, قد يلاحظوا الموجات العالية, بالرغم من أن هذه السفينة دائماً ما تكون في مستوى سطح البحر (بغض النظر عن المد والجزر). هذا لأن الأقمار الصناعية للجي بي إس, التي تدور حول مركز ثقالة الأرض, يمكن أن تقيس فقط الأرتفاعات بالنسبة إلى القطع الناقص المرجعي ذات المركزية الأرضية. ولحصول على الأرتفاع الجيودي لأحدها, فيجب أن تكون قراءة الجي بي إس مصححة. وبالعكس, يكون الارتفاع المحدد بواسطة تحديد مستوى النشاط من محطة قياس المد والجزر, كما في المسح الأرضي التقليدي, دائماً مرتفعة جيودياً.
لدى بعض مستقبلي الجي بي إس شبكة منفذة داخل المكان الذي يتمكنوا فيها من الحصول على ارتفاع الجيود WGS84 فوق مجسم قطع الناقص WGS من الوضع الحالي. ومن ثم يكونون قادرين على تصحيح الأرتفاع فوق القطع الناقص WGS إلى أرتفاع الجيود WGS84. في تلك الحالة عندما لا يكون الارتفاع مساوياً للصفر على السفينة فإن ذلك بسبب المد والجزر.

## مثال مبسط
إن ثقالة الحقل الأرضي ليست تامة ولا موحدة. عادة ما تستخدم المجسم الناقصي المفلطح على أنها الأرض المثالية idealized earth, لكن فلنبسطها ونعتبر الأرض المثالية مجسم كروي تام. الآن, حتى لو كان الأرض كروي بشكل تام, فلن تكون قوة الثقالة متساوية في جميع الأمكنة, لأن الكثافة (و بالتالي الكتلة) تختلف في جميع أنحاء كوكبنا الأزرق. ويرجع ذلك إلى توزيعات الحمم البركانية, والسلاسل الجبلية, وعمق الخنادق البحرية وما إلى ذلك.
إذاً حتى لو كان المجسم الكروي التام مغطى بالمياه, فلن تكون المياه بنفس الارتفاع في كل مكان. وبدلاً من ذلك, ستكون مستوى المياه أعلى أو أقل عمقاً معتمدةً على قوة الثقالة في الموقع.

## تمثيل التوافقيات الكروية

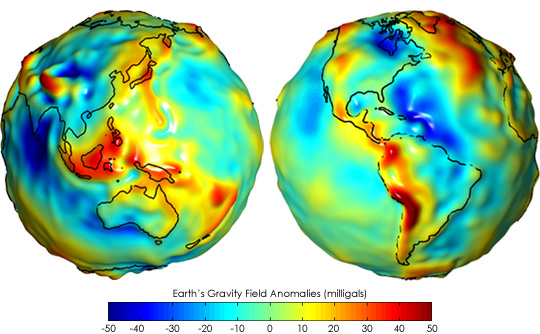
رؤية ثلاثية الأبعاد للتموجات الجيود, وذلك باستعمال وحدات الثقالة.

تستعمل التوافقيات الكروية Spherical harmonic في الغالب لتقريب شكل الجيود. وأفضل مجموعة للمعاملات التوافقية الكروية هي EGM96 (نموذج ثقالة الأرض 1996), وحددت في مشروع تعاوني دولي بقيادة NIMA. الوصف الرياضي للجزء الغير-دوري لدالة الكمون في هذا النموذج هو:
{\displaystyle V={\frac {GM}{r}}\left(1+{\sum _{n=2}^{n_{max}}}\left({\frac {a}{r}}\right)^{n}{\sum _{m=0}^{n}}{\overline {P}}_{nm}(\sin \phi )\left[{\overline {C}}_{nm}\cos m\lambda +{\overline {S}}_{nm}\sin m\lambda \right]\right),}
حيث أن {\displaystyle \phi \ } و{\displaystyle \lambda \ } هي خطوط طول وعرض ذات المركزية الأرضية geocentric (كروية) على التوالي, و{\displaystyle {\overline {P}}_{nm}} هي دوال ليجيندر المُنظمة كلياً لدرجة {\displaystyle n\ }، والتراتيب {\displaystyle m\ }, و{\displaystyle {\overline {C}}_{nm}} و{\displaystyle {\overline {S}}_{nm}} هي معاملات النموذج. لاحظ بأن المعادلة الموجودة في الأعلى تقوم بوصف الكمون الثقالي للأرض {\displaystyle V\ }, وليس الجيود, في مكان {\displaystyle \phi ,\;\lambda ,\;r,\ } والإحداثي {\displaystyle r\ } تكون هي نصف قطر المركزي الأرضي geocentric radius, وبمعنى آخر, هي المسافة من مركز الأرض. والجيود هو سطح سوية الكمون خاص، وتتشارك بعض الشيء في الحساب. يقدم انحدار هذا الكمون أيضاً نموذج من التسارع الثقالي. يتضمن EGM96 مجموعة كاملة من المعاملات لدرجة وترتيب 360, لوصف التفاصيل في الجيود العالمي يتجاوز حجمها 55 km (أو 110 km, اعتماداً على تعريفك للقرار). ويمكن للمرء أن يشاهد بأن:
{\displaystyle \sum _{k=2}^{n}2k+1=n(n+1)+n-3=130,317}
المعاملات المختلفة (مع حساب {\displaystyle {\overline {C}}_{nm}} و{\displaystyle {\overline {S}}_{nm}}, واستعمال قيمة EGM96 للرمز {\displaystyle n=n_{max}=360}). فبالنسبة للكثير من التطبيقات تكون السلسلة الكاملة معقدة أكثر من اللازم وتكون منقوصة بعد قليلاً من الحدود (ربما تكون بالعشرات).
إن نماذج الحلول الجديدة لا زالت تحت التطوير. على سبيل المثال, يعمل بعض مؤلفي EGM96 النماذج المحدثة التي ينبغي عليها أن تتضمن الكثير من بيانات الثقالة الجديدة المأخوذة من الأقمار الصناعية (انظر, على سبيل المثال, GRACE), وينبغي عليها أن تدعمها لتصل إلى الدرجة والترتيب 2160 (1/6 الدرجة, مما يتطلب 4 ملايين من المعاملات).
  قامت NGA بإعلان عن توفر EGM2008, مكملةً لدرجة التوافقيات الكروية والترتيب 2159, كما أنها تحتوي على معاملات إضافية موسعةً ذلك إلى 2190 درجة وإلى ترتيب 2159. البرنامج والبيانات موجودة في صفحة نسخة النموذج الثقالي 2008 (EGM2008) - WGS 84.

## حل المجسم الأرضي الدقيق
شهدت التسعينات اكتشافات مهمة في نظرية حساب المجسم الأرضس theory of geoid computation. ألا وهي حل المجسم الأرضي الدقيق Precise Geoid Solution  بواسطة فانيتشيك وزملاء العمل لتحسين منهج الستوكسي عن حساب الجيود. هذا الحل مكن من تحويل المليمتر إلى السنتيمتر بدقة في حساب الجيود, وتحسين طريقة حل القيمة الأسية order of magnitude من الحلول الكلاسيكية السابقة.

## وصلات خارجية
- EGM96 NASA GSFC نموذج الثقالة الأرضية
- صفحة NOAA جيود